# Bangun Purba Tengah
Bangun Purba Tengah is een bestuurslaag in het regentschap Deli Serdang van de provincie Noord-Sumatra, Indonesië. Bangun Purba Tengah telt 608 inwoners (volkstelling 2010).